# Vent de terre
Pour les articles homonymes, voir Vent (homonymie).
Un vent de terre désigne pour un marin un vent venant de la terre et soufflant vers le large. Lorsqu'il y a un vent de terre, la zone maritime proche de la côte est peu agitée car les vagues n'ont pas le temps de se former n'ayant que peu de fetch. Si la côte comporte un peu de relief, le vent est en partie arrêté. Le vent de terre est donc propice à l'approche de la côte et au mouillage d'un navire dans un abri. Il rend par contre dangereux la navigation à bord de petites embarcations (dériveurs, planches à voile, embarcations à moteurs) car il tend en cas de défaillances de la propulsion à faire dériver le bateau vers le large.
Le contraire du vent de terre est le vent de mer qui souffle du large vers la côte. Si le vent de mer est fort, la mer qui s'est formée au large déferle près la côte dès que les fonds se relèvent : l'arrivée dans les ports peut devenir dangereuse, la recherche d'un abri le long de la côte est difficile.

## Principe
La direction et la force des vents dépendent du gradient de pression atmosphérique, de la rotation de la Terre et de la friction. Ils tournent en sens anti-horaire autour d'une dépression et en sens horaire autour d'un anticyclone dans l'hémisphère nord, et vice-versa dans celui du sud. Selon la position des systèmes météorologiques par rapport à la côte, le vent sera de terre ou de mer. 
Le vent en bord de côte peut être localement modifié en direction et en force par le phénomène des brises thermiques si le vent général est faible. L'incidence de ces brises dépend de l'heure solaire et est particulièrement importante durant l'été lorsque l'ensoleillement est au plus fort. De jour, il se traduit par un vent de mer qui peut être très fort dans certaines régions. De nuit la brise thermique est un vent de terre d'une force généralement plus faible. Le tout se nommant les brises de mer et brises de terre.

## Extrêmes
Dans certains cas, le vent de terre peut être dangereux pour la navigation : c'est le phénomène de vent catabatique. Ainsi,  dans les régions de la Patagonie et de l'Alaska les marins redoutent le vent nommé williwaw qui descend de massifs montagneux, en étant fortement accéléré quand il débouche sur la côte. Les côtes antarctiques et du Groenland ont des vents similaires qui sont causées par l'air très froid dévalant la pente vers la mer.

## France
Sur la côte française, les vents les plus fréquents en Méditerranée sont des vents de terre — le mistral et la tramontane — alors que sur la côte atlantique, les vents dominants, de secteur ouest, sont des vents de mer.